# سلوك معاد للمجتمع

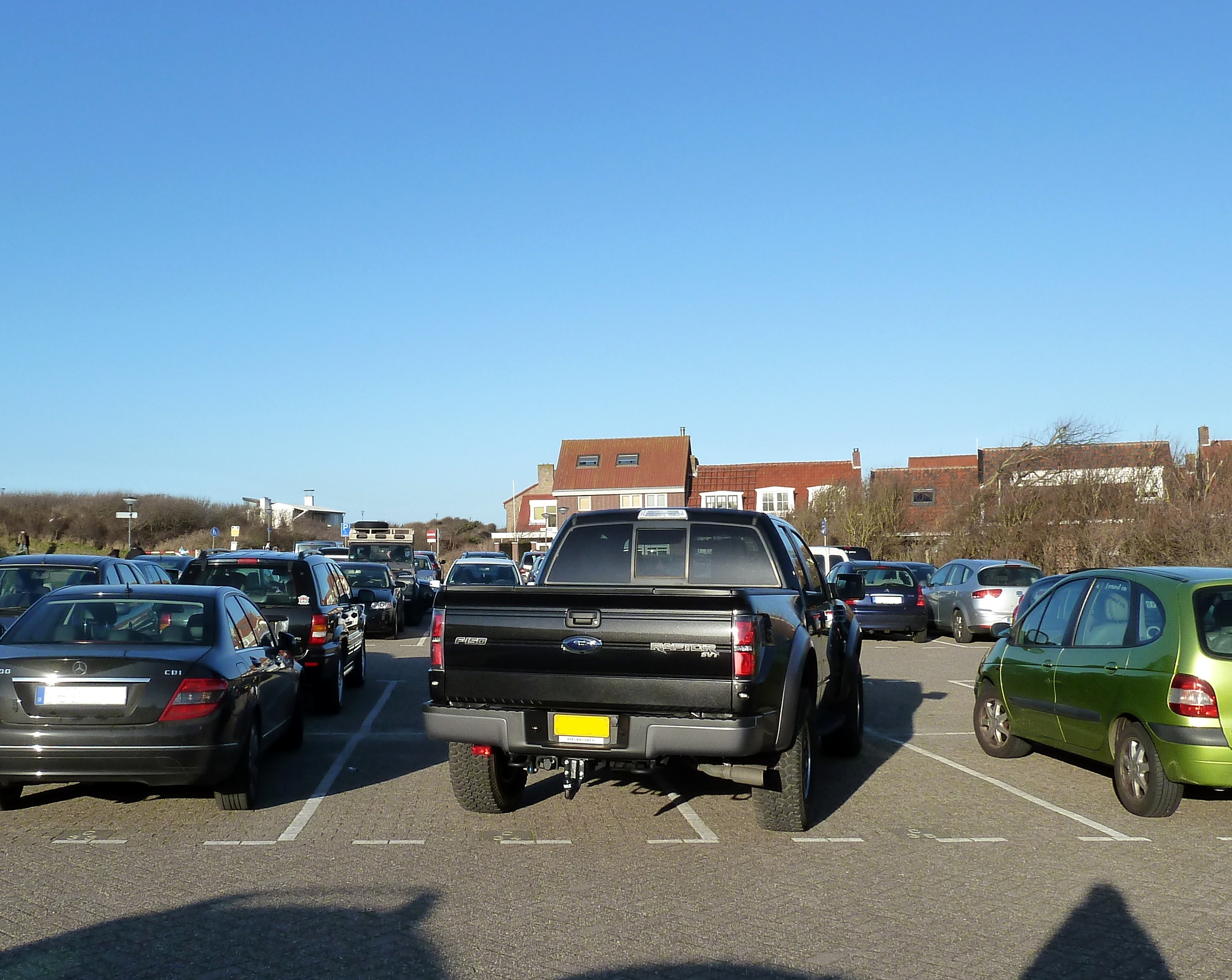

تُعرف السلوكيات المعادية للمجتمع بأنها أي سلوك ينتهك الحقوق الأساسية أو يؤذي الآخرين. تُرتكب هذه السلوكيات بطرق مختلفة تشمل -على سبيل المثال لا الحصر- العدوان المُتعمَّد، والعداء الخفي والعلني. يتطور السلوك المعادي للمجتمع خلال التفاعل الاجتماعي داخل الأسرة والمجتمع. يؤثر على مزاج الطفل وقدرته المعرفية واستمرار تفاعله مع الأقران ذوي السلوك السلبيي ما يؤثر على المهارات التي يحتاجها الطفل في حل المشكلات بشكل كبير. يصنف العديد من الأشخاص السلوك المخالف للمعايير الاجتماعية على أنه سلوك معاد للمجتمع أيضًا. ومع ذلك، صرح الباحثون بأنه من الصعب تحديد المصطلح خاصةً في المملكة المتحدة إذ يوجد عدد لا حصر له من الأفعال التي تندرج ضمن السلوكيات المعادية للمجتمع. يُستخدم المصطلح بشكل خاص في الإنجليزية البريطانية.
على الرغم من أن مصطلح السلوك المعادي للمجتمع جديد إلى حدٍ ما في المصطلحات الشائعة، لكنه استُخدم لسنوات عديدة في المجال النفسي الاجتماعي إذ عُرف بأنه «سلوك غير مرغوب فيه ناتج عن اضطراب الشخصية». صرح ديفيد فارينغتون -عالِم الجريمة البريطاني وأخصائي الطب الشرعي- بأن من المحتمل أن يُظهر المراهقون سلوكًا معاديًا للمجتمع بالانخراط في العديد من الأفعال الخاطئة، مثل: السرقة، وأعمال تخريب الممتلكات، والاختلاطية الجنسية، والإفراط في التدخين وتناول المشروبات الكحولية، والصدام مع الآباء والأمهات، والقمار.
يُستخدم مصطلح معاد للمجتمع عادةً بشكل خاطئ للتعبير عن «انعدام المخالطة الاجتماعية» أو «الانطوائية». المصطلحين ليسا مترادفين. يرتبط السلوك المعادي للمجتمع عادةً بقضايا سلوكية وتنموية أخرى، مثل: فرط النشاط، والاكتئاب، وصعوبات التعلم، والاندفاعية. بالإضافة لهذه المشاكل، يزداد احتمال اتباع الفرد مثل هذه السلوكيات نتيجة الوراثة، والضغوطات البيئية والبيولوجية العصبية خلال مرحلة ما قبل الولادة وسنوات الطفولة المبكرة من حياة الفرد.
شخصت الجمعية الأمريكية للأطباء النفسيين -في الدليل التشخيصي والإحصائي للاضطرابات النفسية- السلوك المعادي المستمر للمجتمع بأنه حالة اضطراب الشخصية المعادية للمجتمع. تتضمن العوامل الوراثية تشوهات في قشرة الفص الجبهي الأمامي، بينما تتضمن المخاطر البيولوجية العصبية: تعاطي الأم للمخدرات أثناء الحمل، ومضاعفات الولادة، وانخفاض الوزن عند الولادة، وتلف المخ قبل الولادة، وجرح حاد بالدماغ، والمرض المزمن. أدرجت منظمة الصحة العالمية السلوك المعادي للمجتمع في التصنيف الدولي للأمراض على أنه اضطراب الشخصية المعادية للمجتمع. يحتمل وجود نمط من السلوكيات المعادية المستمرة للمجتمع عند الأطفال والمراهقين الذين شُخِّصوا بمشاكل سلوكية، بما في ذلك اضطرابات المسلك أو اضطراب التحدي المعارض المُدرج في الدليل التشخيصي والإحصائي للاضطرابات النفسية (الطبعة الخامسة).
اقتُرح أن ذوي الإعاقات الذهنية لديهم ميول أعلى لارتكاب السلوكيات المعادية للمجتمع، لكن من المحتمل أن يرتبط ارتكاب هذه السلوكيات بقصور المهارات الاجتماعية ومشاكل الصحة العقلية. يتطلب ذلك المزيد من البحث.

## التطور
يمكن التمييز حسب الهدف بين السلوك المؤيد للمجتمع والمعادي له. تبدو بعض تصرفات الرُضَّع معادية للمجتمع، لكن ذلك مقبول بشكل عام إذ لا يمكن التمييز قبل سن الرابعة أو الخامسة. يقول بيرغر إنه ينبغي على الآباء تعليم أطفالهم أن العواطف «تحتاج إلى التنظيم لا القمع».
أفادت الدراسات بأنه عندما يرتكب الأطفال ذوي الأعمار بين ثلاثة عشرة وأربعة عشرة عامًا سلوكًا عدوانيًا تجاه الآخرين، تستمر معهم هذه السلوكيات حتى مرحلة البلوغ المبكرة. عرضت علاقات إحصائية قوية الارتباط بين العدوانية في الطفولة والسلوكيات المعادية للمجتمع. وجدت التحليلات أن عشرين في المئة من هؤلاء الأطفال الذين ارتكبوا سلوكيات معادية للمجتمع في سن متأخرة تعرضوا لطلب الشرطة والمثول أمام المحكمة نتيجة لسلوكياتهم.
اعتُبرت العديد من الدراسات التي بحثت في تأثير وسائل الإعلام على السلوك المعادي للمجتمع غير حاسمة. وجدت بعض المراجعات ارتباطات قوية بين العدوان ومشاهدة وسائل الإعلام العنيفة، بينما وجد البعض الآخر أدلة قليلة لإثبات إدعائهم. يؤثر توجيه الوالدين بشكل قوي، وهذه هي الحقيقة الوحيدة المقبولة بالإجماع فيما يتعلق بالسلوك المعادي للمجتمع. يساعد التقييم السلبي للسلوك المعادي للمجتمع أمام الأطفال على تخفيف حدة آثاره العنيفة.

## السبب والآثار
تؤثر العائلات على أسباب ارتكاب السلوك المعادي للمجتمع بشكل كبير. تشمل الأسباب العائلية الأخرى: تاريخ الوالدين لارتكاب السلوكيات المعادية للمجتمع، وإدمان الكحول والمخدرات، والحياة المنزلية غير المستقرة، وغياب التربية الجيدة للأبناء، والإيذاء البدني، وعدم استقرار وضع الوالدين (مشاكل الصحة العقلية / اضطراب الكرب التالي للصدمة النفسية)، والأزمات الاقتصادية داخل الأسرة.
يوجد رابط صغير بين خصائص الشخصية المعادية للمجتمع في مرحلة البلوغ وكثرة مشاهدة التلفاز في الطفولة. تزداد نسبة الجرائم الجنائية في مرحلة البلوغ المبكر بنحو ثلاثين في المئة مع كل ساعة يقضيها الأطفال في مشاهدة التلفاز بمتوسط عطلة نهاية الأسبوع. يؤثر الأقران أيضًا على استعدادية الفرد لارتكاب السلوكيات المعادية للمجتمع، خاصةً عندما يكون الأطفال بمجموعات الأقران العدوانيين؛ إذ تزداد فرص ارتكابهم للسلوكيات المعادية للمجتمع.
تعد أنماط الكذب، والغش، وتخريب الممتلكات الموجودة لدى الأطفال الصغار علامات مبكرة على السلوك المعادي للمجتمع، خاصةً في مرحلة الشباب. يجب التدخل عندما يلاحظ البالغون ارتكاب أطفالهم لمثل هذه السلوكيات. من المفضل اكتشاف الأمر مبكرًا في سنوات ما قبل المدرسة وسنوات الدراسة المتوسطة للحصول على أفضل نتائج لقطع مسار هذه الأنماط السلبية. ينتج عن هذه الأنماط حدوث اضطراب سلوكي لدى الأطفال. يتميز الاضطراب السلوكي بتمرد الأطفال ضد المعايير غير المناسبة لسنهم. فضلًا عن ذلك، تؤدي هذه الإساءات إلى اضطراب التحدي المعارض الذي يسمح للأطفال بتحدي البالغين وخلق سلوكيات وأنماط انتقامية. يصبح الأطفال ذوي السلوك المعادي للمجتمع أكثر عرضة لإدمان الكحول في مرحلة البلوغ.

## العوامل الوراثية
أظهرت نتائج حديثة على نطاق الشريط الوراثي (الجينوم) لدراسة السلوك المعادي للمجتمع في عينة مجتمعة كبيرة أن عددًا كبيرًا من المتغيرات الوراثية ذات التأثير الفردي المنخفض تلعب دورًا في السلوك المعادي للمجتمع. فضلًا عن ذلك، وجدت هذه الدراسة أن العديد من المتغيرات أظهرت تأثيرات خاصة بالجنس على السلوك المعادي للمجتمع عند الذكور والإناث. حددت الدراسة أن جينًا محددًا -أحد الجينات الناقلة للسيروتونين- يرتبط بالاعتلالات النفسية لدى الشباب بشكل خاص.

## التدخل والعلاج
تُطوَّر العديد من التدخلات والعلاجات لمنع السلوكيات المعادية للمجتمع والمساعدة في تعزيز السلوكيات المحابية للمجتمع نظرًا لكونها مشكلة واسعة الانتشار تهدد الصحة النفسية للأطفال.
تؤدي أسباب مباشرة وأخرى غير مباشرة إلى عوامل متعددة تساعد في تطوير السلوك المعادي للمجتمع عند الأطفال. من الضروري تحديد هذه العوامل لتطوير تدخل أو علاج موثوق وفعال. تتضمن العوامل المؤثرة على سلوكيات الأطفال: المخاطر الخاصة بمرحلة الحمل والولادة، والمزاج، والذكاء، ومستوى التغذية، والتفاعل مع أولياء الأمور أو مقدمي الرعاية. توجد أيضًا عوامل مؤثرة على ارتكاب الطفل لسلوكيات معادية للمجتمع وفقًا لسلوك الآباء والأمهات أو مقدم الرعاية. تتضمن هذه العوامل: السمات الشخصية، والسلوكيات المتبعة أمام الطفل، والحالة الاجتماعية والاقتصادية، والشبكة الاجتماعية وبيئة المعيشة المحيطة.
يعد عمر الفرد عند التدخل العلاجي مؤشرًا قويًا على فعالية العلاج الموصوف. تؤثر أنواع محددة من السلوكيات المعادية للمجتمع -بالإضافة إلى حِدة هذه السلوكيات- على مدى فعالية العلاج بالنسبة للفرد أيضًا. يصبح تدريب الوالدين على إدارة السلوك أكثر فعالية للأطفال في سن ما قبل المدرسة أو في المرحلة الابتدائية، بينما تزداد فعالية العلاج المعرفي السلوكي للمراهقين.